# Conflictul din Găgăuzia
Conflictul din Găgăuzia (în găgăuză Gagauziya çatışmaları) a izbucnit odată cu destrămarea Uniunii Sovietice, și constituirea Republicii Moldova ca stat independent în 1991. Stadia activă a conflictului a fost aplanată în 1994, când regiunii i-a fost acordat statul de autonomie. De asemenea, o nu mică contribuție la începerea tensiunilor l-au adus tensiunile interetnice dintre moldoveni și găgăuzi, ultimii aduși în Bugeac de autoritățile țariste în secolul al XIX-lea.

## Desfășurare
În noiembrie 1989, minoritatea găgăuză declară constituirea Republicii Autonome Sovietice Socialiste Găgăuze în componența RSS Moldovenești. Un an mai târziu în decembrie 1990 mișcarea separatistă Gagauz Halkı („poporul găgăuz”), cu sprijinul tacit al autorităților centrale din Moscova, proclamă în raioanele Comrat, Ceadîr-Lunga și Vulcănești ale RSSM, așa-numita Republica Găgăuză cu Stepan Topal în funcția de guvernator. Ca rezultat, autoritățile de la Chișinău organizează Marșul spre Găgăuzia.
Conflictul a fost soluționat după ce în decembrie 1994 Parlamentul de la Chișinău, dominat de agrarieni a recunoscut autonomia teritorială a găgăuzilor. În anul 1995 hotarele noii regiuni autonome au fost stabilite în urma unui referendum local.

### Faza latentă
La începutul anului 2002 situația politică s-a agravat din nou în autonomie. Comportamentul liderilor autonomiei găgăuze căpătase un caracter mai provocator după înrăutățirea relațiilor dintre Chișinău și Tiraspol în 2001. Au existat declarații precum că nu vor mai permite deputaților de la Chișinău să vină fără permisiunea autorităților găgăuze în regiune.
La 4 octombrie 2013 în Găgăuzia au fost interziși termenii de limbă, literatură și istorie română.
Pe 27 noiembrie 2013 Adunarea Populară a UTA Găgăuzia a adoptat două hotărâri „Cu privire la desfășurarea referendumului legislativ privind statutul separat al locuitorilor din Găgăuzia la autodeterminare externă” și „Cu privire la desfășurarea referendumului consultativ”. Prin acțiunile date fiind încălcate prevederile Constituției Republicii Moldova, Codul electoral al Republicii Moldova și ale altor acte legislative.
Referendumul ilegal a avut loc la 2 februarie 2014 în urma acestuia 98.9% dintre locuitorii Găgăuziei au declarat că susțin independența Găgăuziei în cazul în care Republica Moldova și-ar pierde suveranitatea, iar 98,47% dintre ei își doresc ca Republica Moldova să adere la Uniunea Vamală Rusia-Belarus-Kazahstan, în timp ce infimul procent rămas se pronunța pentru aderarea la UE.